# پاورجت
پاورجت (به انگلیسی: PowerJet) یک سرمایه‌گذاری مشترک ۵۰–۵۰ میان فرانسه و روسیه است که در سال ۲۰۰۴ توسط شرکت‌های موتور هواگرد سافران (زیرمجموعه سافران) و ان‌پی‌او ساترن ایجاد شده‌است. این شرکت مسئول برنامه SaM146 - تنها پیشرانه برای هواپیمای سوخو سوپرجت ۱۰۰ - از جمله طراحی، تولید، بازاریابی و پشتیبانی پس از فروش است.
پاورجت دو کارخانه تولید دارد: یکی در ویلاروچ (فرانسه) و دیگری در ریبینسک (روسیه).